# Matet
Matet település Spanyolországban, Castellón tartományban. Matet Alcúdia de Veo, Algimia de Almonacid, Gaibiel, Pavías, Vall de Almonacid és Villamalur községekkel határos. Lakosainak száma 91 fő (2024).

## Népesség
A település népessége az elmúlt években az alábbi módon változott:
| Lakosok száma | 132  | 130  | 121  | 113  | 111  | 93   | 87   | 84   | 73   | 91   |
|               | 2001 | 2004 | 2006 | 2009 | 2011 | 2014 | 2016 | 2019 | 2021 | 2024 |